# 項俊波
項俊波（1957年1月—），男，汉族，重庆市云阳县人，银行家、官员、作家。曾任审计署副审计长，中国农业银行行长、董事長，中国保险监督管理委员会主席、黨委書記，中国共产党第十八届中央委员会委员。

## 早年
项俊波年轻时曾参军入伍。先在成都军区担任司令部秘书，对越自卫反击战打响后，项俊波随部队奔赴老山前线，当上了连队指导员。在一场战斗中，他曾带着连队深入到敌后，并在战斗中腿部负伤。老山战役结束后，部队推荐他到军校深造，但他放弃了军校深造之路，决定退伍。退伍后，项俊波参加了刚恢复不久的全国高考。项俊波曾想报考中文系，但由于他的父亲是重庆一所大学的教师，认为“学经济更有前途”，在父亲的坚持下，项俊波考入中国人民大学财政系，1985年毕业。后于1994年获得南开大学经济学硕士学位，1998年获得北京大学法学博士学位。

## 仕途
1994年2月，出任南京審計學院副院长。1996年4月，项俊波调任北京的国家审计署，出任国家审计署人事教育司司长。2002年3月，国务院正式任命项俊波为国家审计署副审计长。
2003年至2004年期间的审计风暴，使得审计署与项俊波等人名声大振。同期央行的“三定方案”出台，并在2004年7月，任命项俊波出任中国人民银行副行長（2005年8月至2007年6月兼任中国人民银行上海總部主任）。2007年6月14日任中国农业银行（改股份制前）行长、党委书记，2007年10月當選中国共产党第十七届中央委员会候补委員。同時兼任中国银行业协会常務理事會副會長、中國農村金融學會會長。2009年1月，任中國農業銀行股份有限公司董事长、执行董事、党委书记。2011年10月29日，改任中国保险监督管理委员会主席。2012年11月，当选中共第十八届中央委员。

## 逸闻
项俊波也是一名作家。自1985年开始，他以“纯钢”的笔名发表作品，2005年加入中国作家协会。他著有长篇小说《审计报告》，电影剧本《远山》，电视剧剧本《紫剑传奇》、《曾国藩》等，其中电视剧剧本《裂缝》获全国电视剧飞天奖一等奖。他也创作了一些与审计有关的反腐影视作品。在1986年到1987年，项俊波创作过国内第一部反映审计工作的多集电视剧《人民不會忘記》。另外，他还在《人民日报》、《光明日报》、《现代作家》、《江南》、《山西文学》等报刊杂志上发表诗歌、散文、中短篇小说等作品。

## 丑闻
2014年2月，《纽约时报》报道项俊波直接写信要求摩根大通首席执行官杰米·戴蒙为朋友之女提供职位。
2016年年底，美国纽约州金融监管机构裁决，中国农业银行纽约分行因违反纽约州反洗钱法规，被罚款2.15亿美元，并且被美联储点名批评，要求限期60天整改。纽约州金融监管机构是接到纽约农行内部举报，经调查核实后做出该决定的。而举报者是原纽约农行一位外籍女高管，该美女高管因为抗拒纽约农行总经理余明的性骚扰，先遭冷待，后被除名，不服忿而举报。项俊波在人民银行和农行任职期间，余明一直担任项俊波的秘书。根据《纽约时报》的报道，“余明把纽约农行当成自己的私人机构，一言九鼎，高薪雇了十来个美女，要他们以姿色开展业务，他自己和其中三个女子有染，每次出差都带一个，每次都要换人。在酒店分开开房，但一定要求两间紧挨着、中间有门相通那种。”2017年2月，余明被开除党籍和公职。
据2017年4月财新网报道，2010年下半年，在时任农行董事长项俊波的支持下，资金极度困难的北京政泉控股实际控制人郭文贵以盘古大观后续装修工程为名，获得了北京农行亚运村支行32亿元的开发性贷款。文章披露，当时郭文资属下政泉控股、盘古氏投资等公司所有账户上的流动资金加起来只有1000万元，郭文贵采取伪造印章、伪造合同、购买假发票的方式骗取了这32亿贷款。报道称，这32亿贷款，有16亿用于他在北京产权交易所购买首都机场所挂民族证券的股份，数亿元通过地下钱庄转到香港支付在南湾道购买的豪宅，数亿元支付郭文贵对车峰等人的借款。2011年项俊波离开农行升任保监会主席，2012年审计部门对农行进行审计时，郭文贵的这笔贷款被发现，经过运作，此案以郭文贵在2014年提前4年还清贷款而得以掩盖。

## 落马
2017年初，陆续有海外华文媒体报道项俊波被查的消息。2月22日，项俊波携陈文辉、黄洪、梁涛三位保监会副主席一同参加国新办发布会，介绍加强保险市场监管，服务实体经济发展等方面情况，并答记者问。
2017年4月9日，中共中央纪委宣布，项俊波因涉嫌严重违纪，接受组织调查。同日中国政府网立即公布，国务院总理李克强于同年3月21日在国务院第5次廉政工作会议上，要求依法严惩与金融大鳄进行勾结的违规政府官员的指示。4月9日至10日，保监会先后召开党委会议，以及由保监会机关各部门、各保监局、会管单位主要负责人参加的党委扩大会议，通报了中共中央对项俊波涉嫌严重违纪进行组织审查的决定。4月17日，中组部宣布中央关于免去项俊波领导职务的决定。项俊波被免职后，中共中央、国务院一直没有任命继任人选。2018年3月，保监会撤销建制。
2017年9月23日，中纪委监察部宣布，项俊波严重违反党的纪律，并涉嫌犯罪。决定给予其开除党籍、开除公职处分；收缴其违纪所得；将其涉嫌犯罪问题、线索及所涉款物移送司法机关依法处理。给予其开除党籍的处分，待召开中央委员会全体会议时予以追认。项俊波在中共中央纪委《关于给予项俊波开除党籍处分的决定》上写道“虽然自己来日无多，以后也不在党组织了，但我从内心里永远感恩组织，愿意终身追随组织，认真反思自己的错误和罪行，修身养性，认真改造，重新做人。”
2017年9月29日，项俊波被最高人民检察院依法立案侦查。2018年4月16日，项俊波被江苏检察机关依法提起公诉。
2018年6月14日，江苏省常州市中级人民法院一审公开开庭审理了中国保险监督管理委员会原主席项俊波受贿一案。江苏省常州市人民检察院指控：2005年至2017年，被告人项俊波利用担任中国人民银行副行长、中国农业银行党委书记、行长、中国农业银行股份有限公司党委书记、董事长、中国保险监督管理委员会党委书记、主席等职务上的便利或职权、地位形成的便利条件，为有关单位和个人在项目承揽、案件处理、贷款发放、资质审批及职务晋升等事项上提供帮助，直接或通过特定关系人杨光（另案处理）收受相关单位和个人给予的财物共计折合人民币1942万余元。
2020年6月16日，江苏省常州市中级人民法院经审理查明：2005年至2017年，被告人项俊波利用担任中国人民银行副行长、中国农业银行党委书记、行长、中国农业银行股份有限公司党委书记、董事长、中国保险监督管理委员会党委书记、主席等职务上的便利或职权、地位形成的便利条件，为有关单位或个人在工程项目承揽、贷款业务办理、资质审批、安排工作及职务晋升等事项上提供帮助，直接或者通过特定关系人非法收受他人给予的财物，共计折合人民币1862万余元。江苏省常州市中级人民法院对被告人项俊波以受贿罪判处有期徒刑十一年，并处罚金人民币一百五十万元。

## 荣誉
- 2010年 第一财经金融价值榜 年度金融家[26]